# Vic Soussan
Victor Soussan (Casablanca, Protectorado francés de Marruecos, 28 de marzo de 1946) fue un piloto de motociclismo Australiano, que disputó el  Campeonato del Mundo de Motociclismo entre 1976 y 1979.

## Resultados en el Campeonato del Mundo
Sistema de puntuación desde 1969 hasta 1987:
| Posición | 1.º | 2.º | 3.º | 4.º | 5.º | 6.º | 7.º | 8.º | 9.º | 10.º |
| Puntos   | 15  | 12  | 10  | 8   | 6   | 5   | 4   | 3   | 2   | 1    |

### Carreras por año
(Carreras en negrita indica pole position, carreras en cursiva indica vuelta rápida)
| Año  | Cat.  | Equipo | Moto    | 1      | 2       | 3       | 4      | 5       | 6       | 7       | 8       | 9       | 10      | 11      | 12      | Pts. | Pos. |
| ---- | ----- | ------ | ------- | ------ | ------- | ------- | ------ | ------- | ------- | ------- | ------- | ------- | ------- | ------- | ------- | ---- | ---- |
| 1974 | 250cc | Yamaha |         | GER -  |         | NAT -   | IOM -  | NED -   | BEL -   | SWE -   | FIN -   | CZE 12  | YUG -   | ESP -   |         | 0    | -    |
| 1974 | 350cc | Yamaha | FRA 17  | GER -  | AUT -   | NAT -   | IOM -  | NED -   |         | SWE -   | FIN -   |         | YUG -   | ESP -   |         | 0    | -    |
| 1976 | 250cc | Yamaha | FRA DNQ |        | NAT -   | YUG 17  | IOM -  | NED -   | BEL 11  | SWE -   | FIN -   | CZE -   | GER -   | ESP -   |         | 0    | -    |
| 1976 | 500cc | Yamaha | FRA DNQ | AUT -  | NAT Ret |         | IOM -  | NED -   | BEL -   | SWE -   | FIN -   | CZE -   | GER Ret |         |         | 0    | -    |
| 1977 | 350cc | Yamaha | VEN -   |        | GER -   | NAT -   | ESP 9  | FRA 4   | NED Ret |         | SWE 5   | FIN Ret | CZE 6   | GBR Ret |         | 21   | 12.º |
| 1977 | 250cc | Yamaha | VEN -   |        | GER 13  | NAT 9   | ESP 12 | FRA 3   | NED Ret | BEL 5   | SWE 9   | FIN 14  | CZE Ret | GBR 6   |         | 25   | 12.º |
| 1978 | 350cc | Yamaha | VEN Ret |        | AUT 9   | FRA 5   | NAT 9  | NED 11  |         | SWE 8   | FIN 4   | GBR 6   | GER -   | CZE Ret | YUG 4   | 34   | 9.º  |
| 1978 | 250cc | Yamaha | VEN 10  | ESP 12 | AUT -   | FRA 9   | NAT 15 | NED 7   | BEL 8   | SWE Ret | FIN Ret | GBR 12  | GER 14  | CZE 7   | YUG Ret | 14   | 15.º |
| 1979 | 350cc | Yamaha | VEN 8   | AUT 9  | GER 8   | NAT Ret | ESP -  | YUG Ret | NED Ret | BEL -   | SWE -   | FIN Ret | GBR -   | CZE Ret | FRA -   | 8    | 21.º |
| 1979 | 250cc | Yamaha | VEN 3   | AUT -  | GER 13  | NAT Ret | ESP -  | YUG Ret | NED 10  | BEL DNS | SWE 11  | FIN Ret | GBR -   | CZE Ret | FRA -   | 11   | 17.º |